# Organizacija međunarodnog civilnog zrakoplovstva
Organizacija međunarodnog civilnog zrakoplovstva (engl. International Civil Aviation Organization; kratica ICAO) specializirana je ustanova Ujedinjenih naroda, osnovana 1944. godine u Chicagu, zadužena je za stalni nadzor uvođenja i provođenja Konvencije o međunarodnom civilnom zrakoplovstvu (Čikaške konvencije).
Sjedište Organizacije je u Montrealu, Kanada.

## Osnivanje
Već je tijekom Drugog svjetskog rata uočena naglašena uloga zračnog prometa te se javila potreba za razvojem jedinstvenih pravila za usklađeni razvoj novog nosioca grane prometa. Na inicijativu SAD-a organizirana je u studenom 1944. u Chicagu međunarodna konferencija o civilnom zračnom prometu na kojoj su
predstavnici 52 zemlje razmatrali probleme međunarodnog civilnog zrakoplovstva. Rezultat njihova rada je bila Konvencija o međunarodnom civilnom zrakoplovstvu (Čikaška konvencija).
Prava i obveze svih zemalja potpisnica određuje 96 članaka Čikaške konvencije, omogućuju prihvaćanje međunarodnih standarda i preporučene prakse u oblasti zračnog prometa, preporučuju gradnju navigacijskih uređaja u zemljama potpisnicama i predlažu bolju organizaciju zračnog prijevoza smanjenjem carinskih i imigracijskih formalnosti. 
Konvencija danas ima 190 država stranaka.

## Ciljevi
Cilj i zadaće Organizacije su razvijanje načela i tehnike međunarodne zračne piovidbe i podsticanje planiranja i razvoja međunarodnog zračnog prometa i to:
- osiguranjem sigurnog i pravilnog rasta međunarodnog civilnog zrakoplovstva u cijelom svijetu,
- poticanjem gradnje i uporabe zrakoplova u miroljubive svrhe,
- poticanjem razvoja zračnih puteva, zračnih luka i sredstava zračne plovidbe za međunarodno civilno zrakoplovstvo,
- omogućavanjem narodima svijeta sigurnog, redovnog, učinkovitog i ekonomičnog zračnog prometa,
- sprječavanjem gospodarstvenih gubitaka uzrokovanih pretjeranom konkurencijom,
- osiguravanjem potpunog poštovanja prava svake države ugovornice i osiguravanjem primjerenih mogućnosti sudjelovanja zrakoplovnih tvrtki svake Države ugovornice u međunarodnom zračnom prometu,
- izbjegavanjem diskriminacije među državama ugovornicama,
- unapređivanjem sigumosti letenja u međunarodnoj zračnoj plovidbi,
- pomaganjem općeg razvoja svih vidova međunarodnog civilnog zrakoplovstva.

## Tijela
Glavna tijela ICAO su Skupština i Vijeće, te Tajništvo. 
Skupština zasjeda najmanje jednom godišnje, a saziva ju Vijeće u prikladno vrijeme i na odgovarajućem mjestu. Izvanredno zasjedanje Skupštine se može održati u bilo koje vrijeme na traženje Vijeća ili zahtjev deset država ugovornica upućen Glavnom tajniku. Sve države ugovornice imaju jednako pravo da budu predstavljene na zasjedanjima Skupštine (jednako pravo glasa).
Vijeće je stalno tijelo odgovorno Skupštini. Vijeće je sastavljeno od 36 država ugovornica koje izabere Skupština. Izbori za članove Vijeća održava se svake tri godine. Vijećem predsjeda Predsjednik Vijeća
Tajništvu je na čelu Glavni tajnik, a podjeljeno je na pet glavnih odjela.

## Vanjske poveznice
- Službene stranice ICAO
- Konvencija o međunarodnom civilnom zrakoplovstvu